# The BossHoss
The BossHoss es un grupo musical de cowpunk fundado en 2004 en Berlín (Alemania). El grupo fue formado por Alec Völkel (cantante) y Sascha Vollmer (voz y guitarra acústica), con los seudónimos de Boss Burns y Hoss Power, respectivamente.
The BossHoss nacieron como un grupo de versiones de canciones de pop mainstream en clave country y cowpunk. Ellos autodenominan a su música «Country Trash Punk Rock».

Son una banda country con corazón de rock'n'roll, amantes de Elvis, disparando versiones que no-creerás-hasta-que-las-oigas de canciones como Hot In Herre de Nelly, Sabotage de Beastie Boys o el ya clásico de Outkast Hey Ya!
David Ebner

## Historia

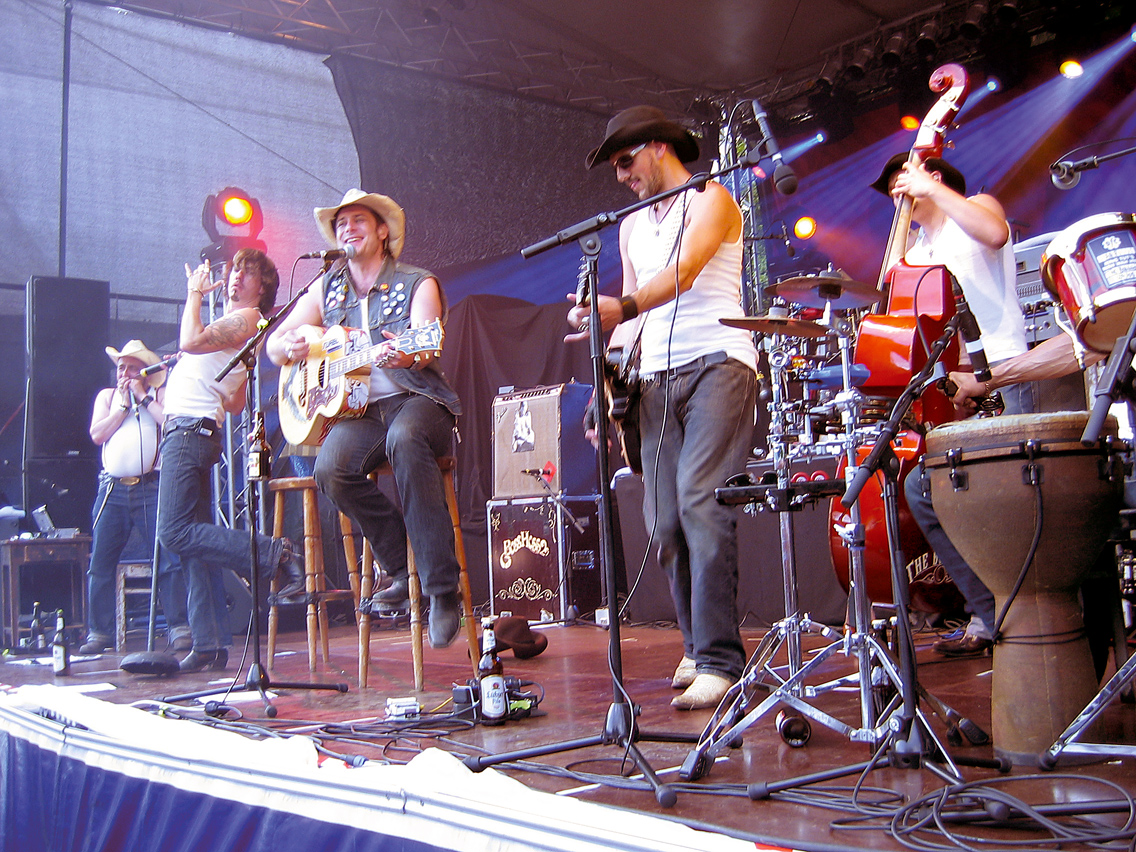
The BossHoss en concierto (Alemania, 16 de junio de 2007)

The BossHoss se formaron en Berlín en 2004, tomando como nombre el título de una conocida canción de The Sonics: «The Boss Hoss». Una de sus primeras actuaciones fue en el programa televisivo Tracks, en el canal ARTE y además tocaron durante las fiestas de Kiel Week. Ese mismo año firmaron con Universal un contrato discográfico.
En 2005 apareció su álbum de debut Internashville Urban Hymns, en el que apareció la canción «Like Ice In The Sunshine», que sirvió para un anuncio promocional de la marca de helados Frigo. La aparición del anuncio por televisión hizo que su popularidad creciese. El álbum estaba formado, sobre todo, por varias versiones de conocidos temas, como «Loser» (Beck), «Hey Ya!» (OutKast), «Toxic» (Britney Spears) o «All the Things She Said» (t.A.T.u.). Entre las versiones apareció algún tema propio como «Yee Haw» o «Drowned in Lake Daniels».  Durante 2005 dieron un total de 180 conciertos.
En 2006 consiguieron colocar su versión el tema «I Say A Little Prayer» en la banda sonora original de la película FC Venus. El 28 de abril de ese mismo apareció la citada «I Say A Little Prayer» como el primer sencillo del segundo trabajo de The Boss Hoss: Rodeo Radio, que apareció el 19 de mayo, esta vez con más temas propios y menos versiones. El álbum consiguió entrar en el top 10 de las listas germanas y a finales de mes ya había vendido más de 100.00 copias, consiguiendo así la banda el disco de oro.
En 2007 la banda realizó una gira internacional, pasando en marzo por Canadá y en verano por diversos festivales europeos. Ese mismo año apareció su tercer álbum, Stallion Batallion, siguiendo con la fórmula de versiones y temas propios.
En 2008 apareció Stallion Batallion Live, en edición CD y una edición especial con DVD extra. Ese año Stallion Batallion alcanzó las 100.000 copias vendidas (solo en Alemania), alcanzando así la banda su tercer disco de oro.

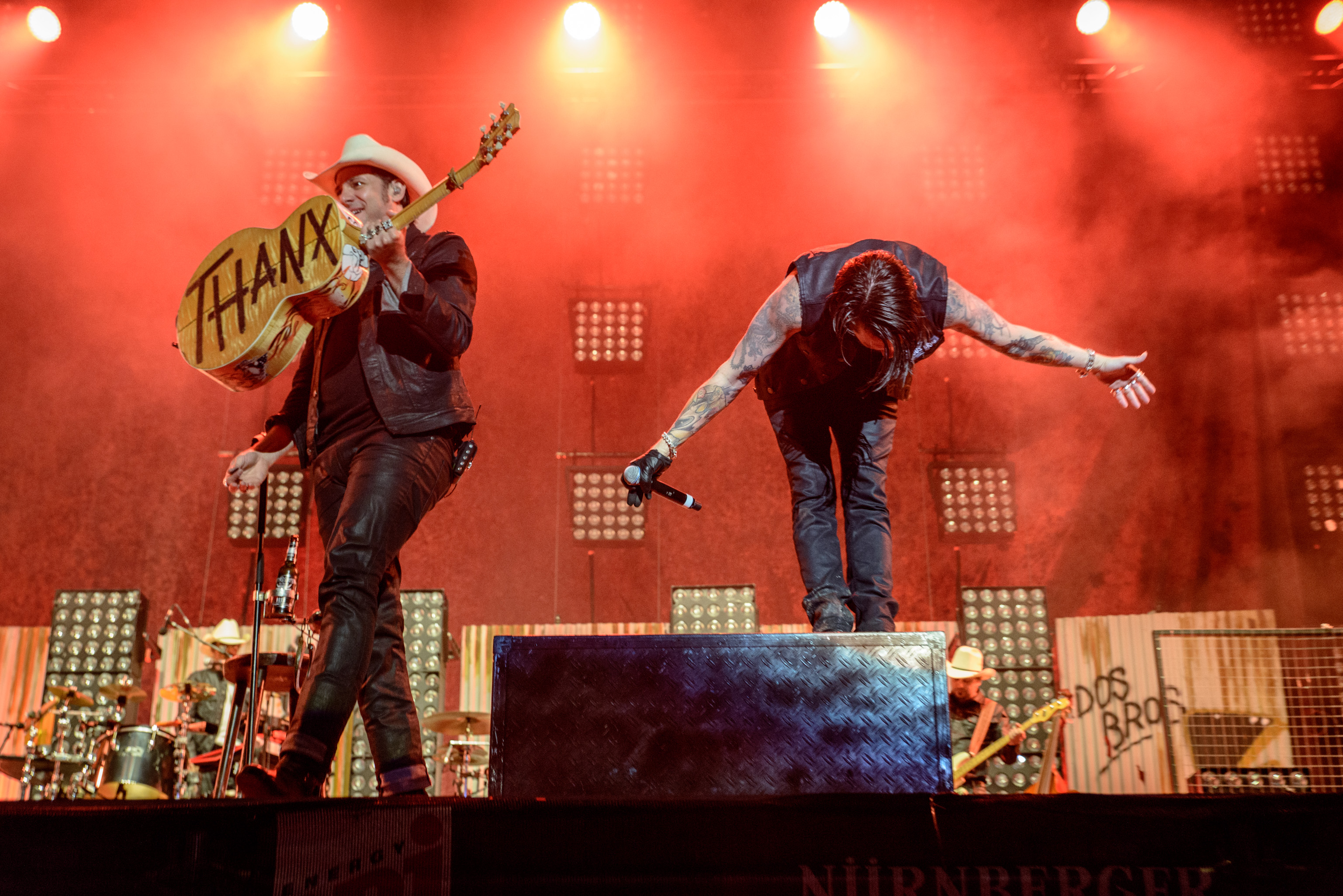
Live @ Rock in Park 2016

## Miembros

### Formación actual
- Boss Burns (Alec Völkel) - Voz, tabla de lavar
- Hoss Power (Sascha Vollmer) - Voz, guitarra acústica
- Sir Frank Doe (Ansgar Freyberg) - Batería
- Hank Williamson (Malcolm Ariso) - Mandolina, tabla de lavar y armónica
- Guss Brooks (André Neumann) - Contrabajo
- Russ T. Rocket (Stefan Buehler) - Guitarra eléctrica
- Ernesto Escobar de Tijuana (Tobias Fischer) - Percusiones

### Otros miembros
- Hank Doodle (Mathias Fauvet) - Mandolina y armónica
- Russ T. Nail (Dean Micetech) - Guitarra eléctrica

## Discografía

### Álbumes
- Internashville Urban Hymns (Universal, 2005)
- Rodeo Radio (Universal, 2006)
- Stallion Battalion (Universal, 2007)
- Stallion Battalion Live (Universal, 2008)
- Do or Die (Universal, 2009)
- Low Voltage (2010)
- Liberty of Action (2010)
- Black Is Beatiful (2018)

### Sencillos
- «Hey Ya!» (2005)
- «Hot In Herre» / «Like Ice In The Sunshine»  (2005)
- Christmas (2005). Con las canciones «Last Christmas» y «Riding Home For Christmas».
- «I Say A Little Prayer» / «You'll Never Walk Alone'» (2006)
- «Ring, Ring, Ring» (2006)
- «Rodeo Radio» (2006)
- «Last Day (Do Or Die)» (2006)